# 薩科伊巴
薩科伊巴（法語：Sakoïba），是馬里的城鎮，位於該國中部，由塞古區的塞古省負責管轄，面積360平方公里，海拔高度321米，2009年人口18,282，人口密度每平方公里51人。